# Онгла-д-Сант-Флур
Онгла-д-Сант-Флур (фр. Anglards-de-Saint-Flour) насеље је и општина у централној Француској у региону Оверња, у департману Кантал која припада префектури Сен Флур.
По подацима из 2011. године у општини је живело 343 становника, а густина насељености је износила 27,93 становника/km². Општина се простире на површини од 12,28 km². Налази се на средњој надморској висини од 840 метара (максималној 884 m, а минималној 732 m).

## Демографија
| 1962. | 1968. | 1975. | 1982. | 1990. | 1999. | 2011. |
| ----- | ----- | ----- | ----- | ----- | ----- | ----- |
| 188   | 227   | 217   | 225   | 276   | 283   | 343   |

График промене броја становника у току последњих година